# Alexander Mette
Alexander Mette (* 15. Januar 1897 in Lübeck; † 4. Dezember 1985 in Ost-Berlin) war ein deutscher Mediziner, Medizinhistoriker, Hochschullehrer, Politiker und Funktionär der SED, der unter anderem von 1950 bis 1962 Abgeordneter der Volkskammer der DDR sowie zwischen 1958 und 1963 Mitglied des Zentralkomitees (ZK) der SED war.

## Leben
Alexander Mette, Sohn eines Kaufmanns, meldete sich nach dem Besuch von Gymnasien in Lübeck und Berlin bei Beginn des Ersten Weltkrieges 1914 als Kriegsfreiwilliger. 1916 begann er ein Studium der Medizin an der Friedrich-Wilhelms-Universität zu Berlin, das er bis 1923 an der Ruprecht-Karls-Universität Heidelberg, der Ludwig-Maximilians-Universität München sowie der Universität Halle fortsetzte. Nach Abschluss seines Studiums wurde er 1924 zunächst Assistenzarzt an der Nervenklinik in Chemnitz-Hilbersdorf und danach an der Nervenklinik in Leipzig, wo er zwischen 1926 und 1928 eine psychoanalytische Ausbildung bei Therese Benedek absolvierte. Gemeinsam mit Kurt Liebmann gründete er 1925 den Dion-Verlag in Dessau und schloss zugleich 1927 seine Promotion zum Doktor der Medizin an der Universität Halle mit der Dissertation Über Beziehungen zwischen Spracheigentümlichkeiten Schizophrener und dichterischer Produktion ab. Im Anschluss war er zwischen 1928 und 1945 als Nervenarzt mit eigener Praxis in Berlin tätig und lehrte zudem 1933 als Dozent am Berliner Institut der Internationalen Psychoanalytischen Vereinigung (IPV). Seine 1934 veröffentlichte Monografie Die tiefenpsychologischen Grundlagen des Tragischen, Apollinischen und Dionysischen wurde 1935 wegen zersetzender Tendenzen vom NS-Regime beschlagnahmt. Während des Zweiten Weltkrieges leistete er zeitweise Dienst in der Wehrmacht.
Nach Kriegsende wurde Mette 1945 zunächst Mitglied der Kommunistischen Partei Deutschlands (KPD) sowie nach der Zwangsvereinigung von SPD und KPD zur SED am 21./22. April 1946 Mitglied der Sozialistischen Einheitspartei Deutschlands. Daraufhin fungierte er zwischen 1946 und 1949 zunächst als stellvertretender Leiter des thüringischen Gesundheitsamtes in Weimar und Erfurt sowie im Anschluss 1949 als Direktor des Landesgesundheitsamtes von Thüringen, ehe er von 1949 bis 1952 Leiter der Hauptabteilung Gesundheitswesen im Ministerium für Arbeit und Sozialfürsorge des Landes Thüringen wurde. Daneben engagierte er sich zwischen 1947 und 1951 als Vorsitzender des Landesverbandes Thüringen im Kulturbund der DDR und gehörte auch dem Präsidialrat des Kulturbundes als Mitglied an. Ferner unterrichtete er zwischen 1949 und 1951 als Lehrbeauftragter für Sozialpolitik an der Friedrich-Schiller-Universität Jena.
Bei der ersten Volkskammerwahl am 15. Oktober 1950 wurde Alexander Mette für den Kulturbund erstmals zum Abgeordneten der Volkskammer gewählt und gehörte dieser nach seinen Wiederwahlen bei den Volkskammerwahlen am 17. Oktober 1954 und am 16. November 1958 als Berliner Vertreter in der ersten, zweiten und dritten Wahlperiode bis zum 20. Oktober 1963 an. Er war daneben zwischen 1952 und 1956 Cheflektor beim Verlag Volk und Gesundheit sowie im Anschluss von 1957 bis 1959 stellvertretender Vorsitzender des Wissenschaftlichen Rates beim Ministerium für Gesundheitswesen. Im August 1955 wurde er des Weiteren Stellvertretende Vorsitzender der Arbeitsgruppe Berliner Vertreter in der Volkskammer und bekam am 11. Dezember 1955 den Ehrentitel Verdienter Arzt des Volkes verliehen. Des Weiteren fungierte er von 1957 bis 1961 als Vorsitzender des Kulturbundes im Bezirk Berlin. Auf dem V. Parteitag (10. – 16. Juli 1958) wurde er zudem zum Mitglied des Zentralkomitees (ZK) der SED gewählt und gehörte diesem Parteigremium bis zum VI. Parteitag (15. – 21. Januar 1963) an, bei dem er nicht wiedergewählt wurde. 1959 übernahm er als Ordinarius den Lehrstuhl für Geschichte der Medizin sowie als Direktor des Instituts für Geschichte der Naturwissenschaften und Medizin der Humboldt-Universität zu Berlin und lehrte dort bis 1962. Er war darüber hinaus gemeinsam mit Gerhard Harig 1960 Gründer der NTM Schriftenreihe für Geschichte der Naturwissenschaften, Technik und Medizin. Auf dem Festakt zum 250. Gründungstag der Charité wurde er am 16. November 1960 in Anerkennung seine wissenschaftlichen Arbeiten auf dem Gebiete der Medizin mit dem Virchow-Preis ausgezeichnet und erhielt 1961 die Johannes-R.-Becher-Medaille des Kulturbundes. Für seine Verdienste wurde ihm außerdem 1962 der Vaterländische Verdienstorden sowie 1977 der Karl-Marx-Orden verliehen.

## Veröffentlichungen
- Dionysische Perspektive, Dion-Verlag, Dessau 1926
- Über Beziehungen zwischen Spracheigentümlichkeiten Schizophrener und dichterischer Produktion, Dissertation Universität Halle, 1928
- Der Weg zum Traum, Berlin 1939
- Die psychologischen Wurzeln des Dionysischen und Apollinischen.Ein neuer Versuch, Dion-Verlag 1940
- Psychotherapie gestern und heute, Greifenverlag, Rudolstadt 1949
- Zur Stellung der Lehre I. P. Pawlows in der heutigen Wissenschaft, Verlag Volk und Gesundheit, Berlin 1952
- Die Lehre I.P. Pawlows und ihre Bedeutung für die Psychotherapie, Urania-Verlag, Leipzig 1955
- Sigmund Freud, Verlag Volk und Gesundheit, Berlin 1956,[9] Neuauflage 1958
- Der Arzt in der sozialistischen Gesellschaft, Akademie-Verlag, Berlin 1958
- Der „Urwalddoktor“ wirkte aus Ehrfurcht vor dem Leben. Zum 100. Geburtstag des großen Humanisten Albert Schweitzer, in: Neues Deutschland vom 14. Januar 1975 (Onlineversion (Auszug))
- Geschichte der Medizin. Einführung in ihre Grundzüge, Mitherausgeberin Irena Winter, Verlag Volk und Gesundheit, Berlin 1968
- Wilhelm Griesinger. Der Begründer der wissenschaftlichen Psychiatrie in Deutschland, BSB Teubner, Leipzig 1976